# 아트워터흙파는쥐
아트워터흙파는쥐 또는 아트워터주머니고퍼(Geomys attwateri)는 흙파는쥐과에 속하는 설치류의 일종이다. 미국의 토착종이다. 학명과 통용명은 아트워터(Henry Philemon Attwater)의 이름에서 유래했다.